# Trombidiose
Die Trombidiose oder Trombikulose ist eine parasitäre Hautkrankheit durch den Befall mit Larven der Laufmilben (Familie Trombiculidae). Sie tritt beim Menschen bevorzugt im Spätsommer und Herbst auf und wird auch als Bohnenkrätze, Erntekrätze, Erythema autumnale, Gadnerbeiß, Giesinger Beiß, Herbstbeiße, Herbstkrätze, Heukrätze oder Sendlinger Beiß bezeichnet. Prinzipiell können aber alle landlebenden Wirbeltiere von Laufmilbenlarven befallen werden. In Europa ist der häufigste Auslöser die Herbstmilbe. Die Larven zerschneiden mit ihren Mundwerkzeugen die Epidermis und lösen mit ihrem Speichel das Gewebe in der Tiefe auf. Dabei entsteht eine Ernährungsröhre über die sie die Gewebsflüssigkeit aufnehmen. Die weitere Entwicklung der Laufmilben findet außerhalb von Wirbeltieren statt. Durch den Saugakt der Larven entstehen Papeln oder rote Flecken mit einem zentralen Flüssigkeitsbläschen. Es besteht starker Juckreiz. Eine Behandlung ist zumeist nicht notwendig.

## Ursache

Ernährungsweise der Laufmilbenlarve

Die Deutonymphen und Adulten von Laufmilben sind Bodenbewohner und parasitieren bei Gliederfüßern. Ihr Lebensraum sind vor allem Gärten, Äcker, Wiesen und Waldränder. Nur die Larven befallen Wirbeltiere. Am häufigsten sind Nagetiere betroffen.
Häufigster Auslöser beim Menschen ist die Herbstmilbe (Neotrombicula autumnalis). Weitere in Europa beim Menschen auftretende Laufmilben sind Blankaartia acuscutellaris, Trombicula toldti, Neotrombicula desaleri, Neotrombicula inopinata, Neotrombicula zachvatkini, Euschoengastia xerothermobia und Kepkatrombicula desaleri. In Nordamerika ist vor allem Eutrombicula alfreddugesi, im asiatisch-pazifischen Raum sind Arten der Gattung Leptotrombidium die häufigsten Auslöser. Insgesamt sind über 50 Arten bekannt, die Menschen befallen können, 20 davon haben größere medizinische Bedeutung. Die Larven wandern von unbekleideten Hautstellen bevorzugt in Körperregionen mit eng anliegender Kleidung.
Die Larven leben auf der Epidermis und schneiden sich mit ihren Cheliceren durch die Hornschicht. In der Mehrzahl der Fälle bilden die Larven mit ihrem Speichel eine Ernährungsröhre (Stylostom). Ihre Wand besteht aus Glykoproteinen aus dem Larvenspeichel und hat keine zellulären Elemente. Stylostoma sind artspezifisch ausgebildet, 100 bis 200 µm lang und 30 bis 70 µm dick. An der Spitze entsteht im Wirtsgewebe durch Zellzerstörung ein Hohlraum, welcher Lymphe und Gewebszellen enthält, die Ernährung der Larven erfolgt aber nur durch die Flüssigkeit. Der Wirtsorganismus reagiert auf diesen Vorgang mit einer Entzündungsreaktion. Bei einigen Laufmilben gibt es andere Ernährungsmechanismen. Bei vielen Amphibienparasiten graben sich die Larven bis in die Unterhaut ein und liegen dort in einer vom Wirt gebildeten Bindegewebskapsel, das kann aber auch bei einigen bei Säugetieren parasitierenden Laufmilben auftreten. Euschoengastia rotundata, eine vor allem bei Rötelmäusen auftretende Art, bildet in der Haut weißliche Kapseln aus festem Speichel, an dessen Grund sich ein Stylostom bildet.
Die Herbstmilbe befällt eine Vielzahl von Wirbeltieren. Darüber hinaus gibt es einige Laufmilbengattungen, die relativ wirtsspezifisch sind oder nur bei bestimmten Wirbeltierklassen auftreten. Hannemania, Vercammenia und Endotrombicula befallen nur Amphibien. Siseca, Vatacarus, Iguanacarus und Fonsecia kommen nur bei Reptilien vor. Toritrombicula parasitieren bei Waldvögeln, Blankaartia, Neacariscus, Neoschoengastia, Hypogastia, Rhabdotella und Mackiena bei Wasservögeln. 15 Gattungen treten nahezu ausschließlich bei Fledertieren auf.

## Klinisches Bild und Behandlung

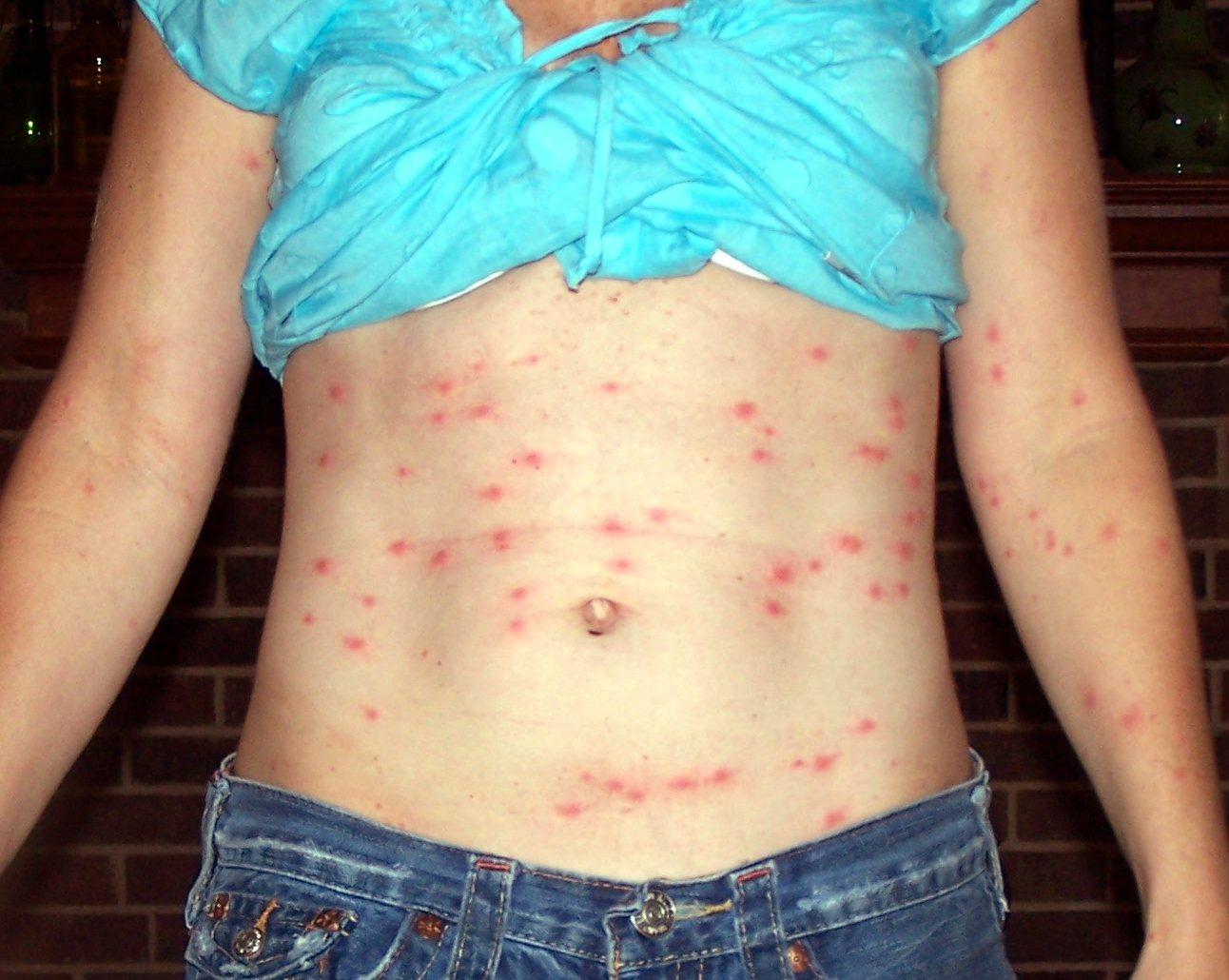
Trombidiose 36 Stunden nach Exposition

Beim Menschen zeigt sich die Trombidiose nach ein bis zwei Tagen in Form von 1 bis 3 mm großen Papeln oder Rötungen (Erythem) mit zentralem Blutbläschen. Sie treten oft in Gruppen oder Reihen auf und jucken stark. Obwohl die Larven nur wenige Stunden saugen, können die Hautveränderungen und der Juckreiz bei einigen Personen über Wochen bestehen, vermutlich liegt hier eine allergische Reaktion auf den Milbenspeichel zugrunde. Im Regelfall klingen der Juckreiz nach einer Woche, die Hautveränderungen nach zwei Wochen ab.
Die Diagnose wird meist anhand des Vorberichts und des klinischen Bilds gestellt, da die Larven häufig längst den Wirt verlassen haben und sich demzufolge nicht mehr nachweisen lassen. Eine Behandlung ist häufig nicht notwendig. Unterstützend können austrocknende Lotionen oder juckreizstillende Cremes eingesetzt werden.